# Mengsmering
Mengsmering is een motorsmeersysteem waarbij smeerolie met de benzine is gemengd. Ook dit benzine/oliemengsel wordt mengsmering genoemd. Het smeersysteem is een vorm van total loss smering. 
Het systeem wordt vooral toegepast in tweetaktmotoren. Bij deze motoren wordt het motorcarter gebruikt voor de voorcompressie van het benzine/luchtmengsel waardoor er dus geen olie in kan zitten. Ook wankelmotoren gebruiken dit principe, omdat de roterende zuiger op geen andere wijze te smeren is.
Mede doordat in de Verenigde Staten langs snelwegen geen mengsmering verkrijgbaar was, waren motorfietsfabrikanten gedwongen andere smeersystemen te bedenken, waarbij de olie vanaf een aparte olietank in de benzine werd gespoten. Hierdoor ontstonden onder andere Autolube (Yamaha), Injectolube en Superlube (Kawasaki), Posi Force en SRIS (Suzuki). 

## Mengverhouding
De mengverhouding is van belang. In de tijd  dat mengsmering met een standaardverhouding nog aan de benzinepomp verkrijgbaar was, kon het zo zijn dat voor sommige tweetaktmotoren een andere verhouding nodig was. Men sprak van "schrale" of "arme" mengsels (met verhoudingsgewijs meer benzine) en "vette" of "rijke" mengsels (met verhoudingsgewijs minder benzine). Vroeger was de verhouding ongeveer 1 liter olie per 25 liter benzine (1:25). Tegenwoordig mag er nog een minimum zijn van 1:50. Voor het mengen is dan speciale tweetaktolie nodig; gewone motorolie kan de motor vervuilen. Moderne tweetaktolie is van veel betere kwaliteit dan die van voor ca. 1970. Daarom is het nu zelfs mogelijk te verdunnen tot 1:100, wat grote milieuvoordelen heeft.

## Total loss smering bij viertakt-zuigermotoren

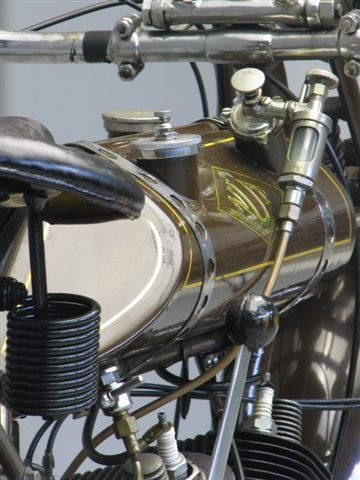
Naast de tank van deze NUT-motorfiets uit 1923 zit het handpompje voor de motorsmering.

Omdat de olie in de benzine zit en dus ook wordt verbrand wordt dit systeem ook wel total loss smering genoemd. Total loss smering werd in de beginjaren ook op viertaktmotoren toegepast: steeds als er enige afstand was gereden moest de bestuurder via een handpompje wat olie in de motor pompen. Deze olie werd - door de slecht werkende zuigerveren - verbrand.